# Sugszeb kagyü
A sugszeb kagyü vagy sukszep kagyü (tibeti: shug gseb bka' brgyud, kínai: 修賽噶舉 vagy 修赛噶举, pinjin: Hsziu-szaj ka-csu) a tibeti buddhizmusban (vadzsrajána) a kagyü iskola nyolc kisebb aliskolája közül az egyik. Az iskolát Gyergom Csültrim Szengge (kínai: 吉貢‧楚臣僧格 vagy 傑貢竹清森給) alapította. 1181-ben ő alapította a szekta első kolostorát, a Sugszeb kolostort (kínai: 修賽寺, pinjin: Hsziu-szaj szi, tibeti: shug gseb dgon pa) Csü-hszü megyében.